# HMS Hinchinbrook (1778)
Le HMS Hinchinbrook, diversement transcrit Hinchinbroke, Hinchinbrooke, Hinchingbroke, Hinchingbrook et Hinchingbrooke, est un navire lancé en 1778 à Nantes comme bateau marchand français sous le nom d'Astrée au début de la guerre franco-anglaise. Capturé par la Royal Navy aux Caraïbes, il est converti en frégate. Elle est surtout connue pour avoir été un des premiers commandements du jeune capitaine Horatio Nelson. Elle continue la guerre sous d'autres commandants avant de périr dans un naufrage en janvier 1782.

## Historique

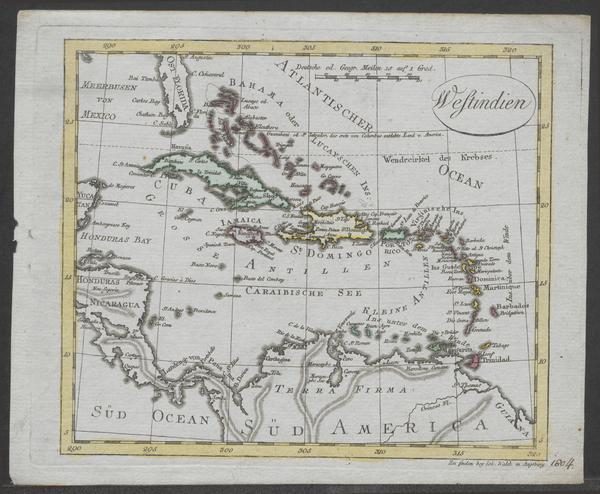
La mer des Caraïbes avec les colonies espagnoles, françaises, britanniques et néerlandaises. Ancienne carte néerlandaise, université de Leyde, s.d.

Le navire est lancé en 1778 à Nantes comme bateau marchand français sous le nom d'Astrée pour la maison Guillaume et fils. Elle est décrite comme un navire de 650 tonneaux armé de 12 canons, capitaine Louis David.
Le 13 octobre 1778, dans les premiers mois de la guerre franco-anglaise, l'Astrée transporte une cargaison de briques et de ballots lorsqu'elle est capturée près de Cap-Français (aujourd'hui Cap-Haïtien) par une petite escadre conduite par le HMS Ruby (en), vaisseau de troisième rang de 64 canons, capitaine Joseph Deane. Vendue à la Royal Navy pour la somme de 5 650 livres sterling, elle est convertie en frégate de 6e rang de 28 canons, basée à la Jamaïque. Elle est renommée en l'honneur du vicomte Hinchinbroke, fils du comte de Sandwich, Premier Lord de l'Amirauté.

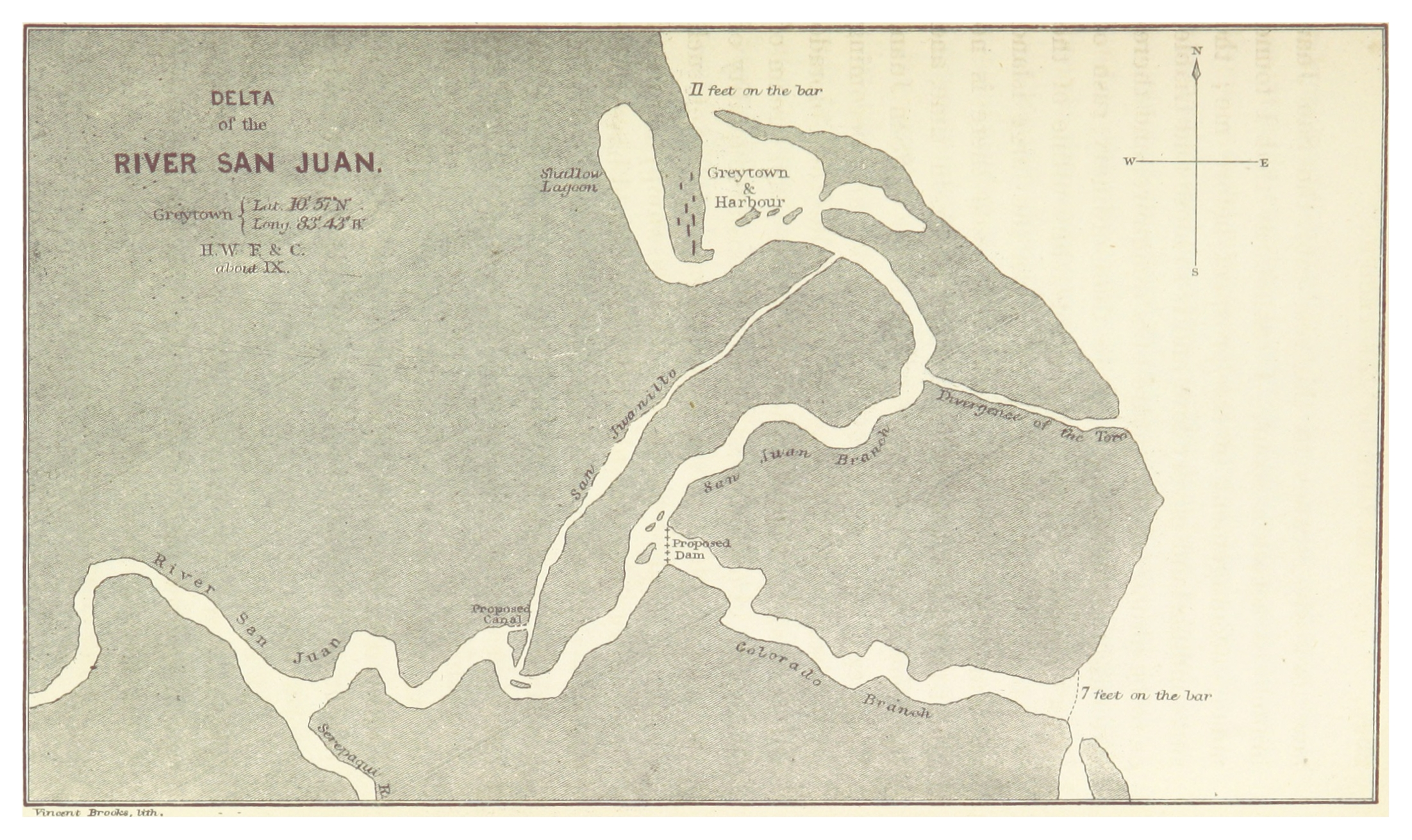
Delta du Río San Juan, carte de Bedford Clapperton Trevelyan Pim, 1863.

Elle est confiée au jeune capitaine Horatio Nelson, né en 1758. Nommé en janvier 1779, c'est son deuxième commandement : il doit sa promotion inhabituellement rapide aux maladies qui affectent plusieurs de ses collègues et à la confiance qu'il inspire à ses supérieurs. Il n'a encore assuré qu'un service de patrouille et de capture de navires marchands entre la Jamaïque et la côte des Mosquitos. La frégate participe à l'escorte navale de l'expédition de San Juan, tentative malheureuse de conquête du Nicaragua : elle reste au mouillage dans l'estuaire du Río San Juan tandis que Nelson prend part aux opérations terrestres et s'empare du fortin de San Bartolomeo. Le corps expéditionnaire britannique est décimé par les maladies, le Hinchinbrook perd 140 hommes sur 200 et Nelson, atteint de dysenterie, doit être évacué en avril 1779. C'est son ami et collègue Cuthbert Collingwood qui reprend le commandement et ramène le reste de l'expédition vers la Jamaïque,. Le fort de San Juan est finalement évacué par les Britanniques en décembre 1779.

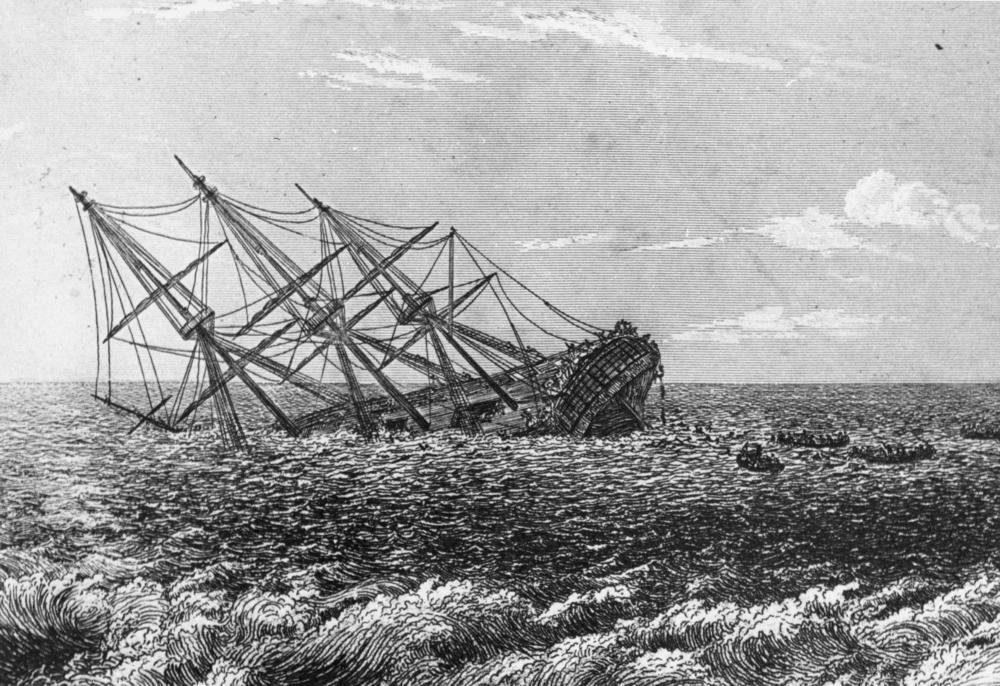
Le, frégate de 6e rang lancée en 1779, naufragée sur les récifs australiens en 1791. Dessin de Robert Batty, 1831.

La frégate a ensuite plusieurs commandants successifs du fait des fièvres tropicales : Charles Hotchkys nommé en décembre 1779, George Stoney en février 1781, Sylverius Moriaty en juin 1781, John Fish nommé le 21 septembre 1781. Elle est chargée de protéger le commerce britannique contre les escadres françaises et espagnoles.
John Fish, mis en congé en janvier 1782, est remplacé temporairement par le lieutenant John Markham (en). Le 19 janvier 1782, la frégate vient de quitter la rade de Port Royal quand une voie d'eau est constatée. Le lendemain, Markham décide de mouiller dans la baie de Sainte-Anne pour tenter de réparer : le gouvernail ne répond plus et la frégate heurte un récif. L'équipage tente vainement de la remettre à flot. Un schooner est envoyé pour récupérer l'équipage, les canons et une partie du chargement. Le navire coule dans la nuit.